# KeyBank
KeyBank er det primære datterselskab til KeyCorp (NYSE: KEY) en amerikansk bank med hovedkvarter i Cleveland, Ohio.
KeyBank har over 1.000 afdelinger i over 15 delstater og i alt 16.975 ansatte.